# Hjalmar Branting
 Karl Hjalmar Branting (23. listopadu 1860 Stockholm – 24. února 1925) byl švédský politik. Byl předsedou strany Švédské sociálně demokratické strany dělnické (1907–1925) a třikrát předsedou vlády Švédska (1920, 1921–1923 a 1924–1925). Když byl roku 1920 zvolen, stal se prvním sociálním demokratem v tomto úřadě. V roce 1921 získal Nobelovu cenu za mír za svou práci ve Společnosti národů.

## Život
Karl Hjalmar Branting se narodil 23. listopadu 1860 na farnosti Klara v Stockholmu a zemřel 24. února 1925 na farnosti Adolfa Fredrika ve Stockholmu. Byl švédským sociálně demokratickým politikem a novinářem. Byl vedoucím strany Sociálních demokratů od roku 1907 a v roce 1920 se stal prvním švédským sociálně demokratickým premiérem.
Nejdůležitější funkce, které Branting během své kariéry zastával, zahrnují člena parlamentu (druhé komory) v letech 1897–1925, vedoucího strany Sociálních demokratů v letech 1907–1925, ministra financí v letech 1917–1918 a též premiéra v letech 1920, 1921 až 1923 (v tomhle období byl také ministrem zahraničních věcí) a 1924–1925. Hjalmar Branting byl v roce 1921 spolu s Christianem Langem oceněn Nobelovou cenou míru za jejich velké úsilí ve Společnosti národů.
Branting se v roce 1884 oženil s novinářkou Annou Mathildou Charlottou Jäderinovou. Spolu měli dvě děti: Georga (1887–1965), právníka, člena parlamentu a publicistu, a Sonju (1890–1981), právničku, feministku, členku parlamentu, manželku advokáta Olofa Westerståhla (1884–1948) a matku politologa Jörgena Westerståhla. Hjalmar Brantning byl také nevlastním otcem Very von Kræmerové (1878–1940) a Henryho von Kræmera (1880–1957), dětí Anny Brantningové z jejího prvního manželství s poručíkem Gustavem von Kræmerem.